# Ga Dân Chủ
Ga Dân Chủ là một trong các nhà ga của Tuyến đường sắt đô thị Khu đô thị Tây Bắc - Thủ Thiêm nằm tại quận 3 và quận 10, Thành phố Hồ Chí Minh.
Nhà ga nằm trên đường Cách Mạng Tháng Tám, phía đông giáp Công trường Dân Chủ, phía nam giáp đường 3 Tháng 2.

## Bố trí ga
| G                               | Mặt đất                                          | Lối vào/Lối ra                                                                      |
| B1 Tầng trung chuyển            | Tầng 1                                           | Khu bán vé, khu thương mại, khu bộ phận kỹ thuật, khu cổng ra vào và cổng kiểm soát |
| B2 Tầng ke ga                   | Ke ga 1                                          | ← L2 Tuyến 2 đi Hòa Hưng (Hướng đi Củ Chi) (giai đoạn 1, đang thi công)             |
| B2 Tầng ke ga                   | Ke ga đảo, cửa sẽ mở ở bên trái                  |                                                                                     |
| B2 Tầng ke ga                   | Ke ga 2                                          | → L2 Tuyến 2 đi Tao Đàn (Hướng đi Thủ Thiêm) (giai đoạn 1, đang thi công) →         |
| B3 Tầng ke ga                   | Ke ga 3                                          | ← L8 Tuyến 8 đi Hòa Hưng (Hướng đi Tân Chánh Hiệp) (dự án)                          |
| Ke ga đảo, cửa sẽ mở ở bên trái |                                                  |                                                                                     |
| Ke ga 4                         | → L8 Tuyến 8 (Hướng đi Depot Đa Phước) (dự án) → |                                                                                     |